# Gębice (Gubin)
Gębice (deutsch Amtitz, niedersorbisch Homśica) ist ein Ort in der Landgemeinde Gubin im Landkreis Krosno in der polnischen Woiwodschaft Lebus. Der Ort war bis 1945 Sitz der niederlausitzischen Herrschaft Amtitz. 2013 lebten hier 118 Einwohner.

## Lage

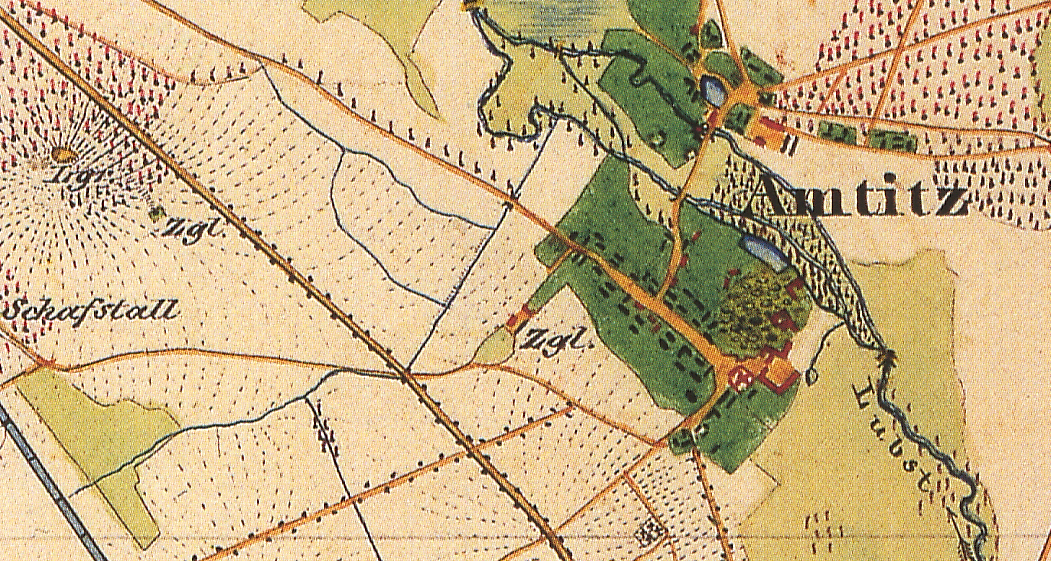
Amtitz auf dem Urmesstischblatt von 1845

Gębice liegt etwa 12 Kilometer südöstlich von Gubin (Guben).  

### Nachbarorte
Nachbarorte sind Stargard Gubiński (Stargardt) im Nordwesten, Starosiedle (Starzeddel) im Süden.   

## Geschichte
1347 wurde der Kastellan Fritz de Omtitz in Schiedlo erwähnt. Von 1357 ist die älteste Erwähnung des Ortes erhalten.
1616 kaufte Georg von Schoenaich das Rittergut Amtitz mit den dazugehörenden Ortschaften und begründete damit den Besitz der Familie von Schönaich-Carolath im Ort.
Seit 1646 war Amtitz in der Herrenkurie des niederlausitzischen Landtags vertreten und hatte seitdem den Status einer Herrschaft (seit 19. Jahrhundert Standesherrschaft).
1846 bekam Amtitz einen Bahnhof an der Strecke von Berlin nach Breslau.
Im September 1939 wurde in der Nähe ein Durchgangslager (Dulag B) für tschechische, dann auch für polnische Kriegsgefangene eingerichtet, zu denen auch Pater Maximilian Kolbe gehörte. Im Dezember wurden die Gefangenen in das Lager Fürstenberg an der Oder verlegt. 1940 lebte der Regisseur Veit Harlan in Amtitz und drehte hier Teile des Films Jud Süß.
1945 kam Amtitz zu Polen. Das Schloss verfiel und wurde in den 1960er Jahren abgerissen. 1984 wurde der Bahnverkehr eingestellt. 2016/17 wurde die Kirche gesichert und mit einem Dach versehen.

## Sehenswürdigkeiten und Kultur

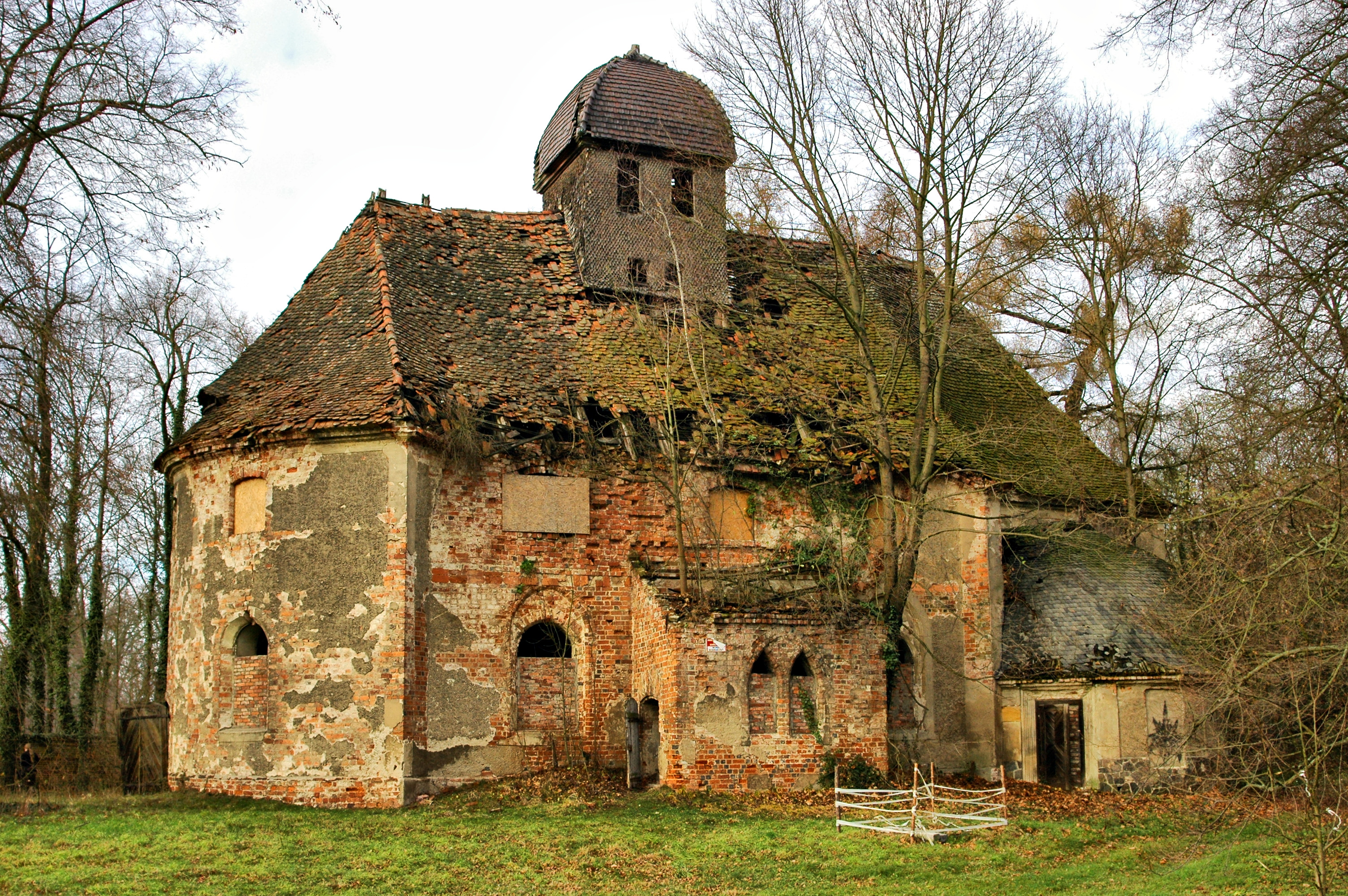
Kirche 2014, vor der Instandsetzung

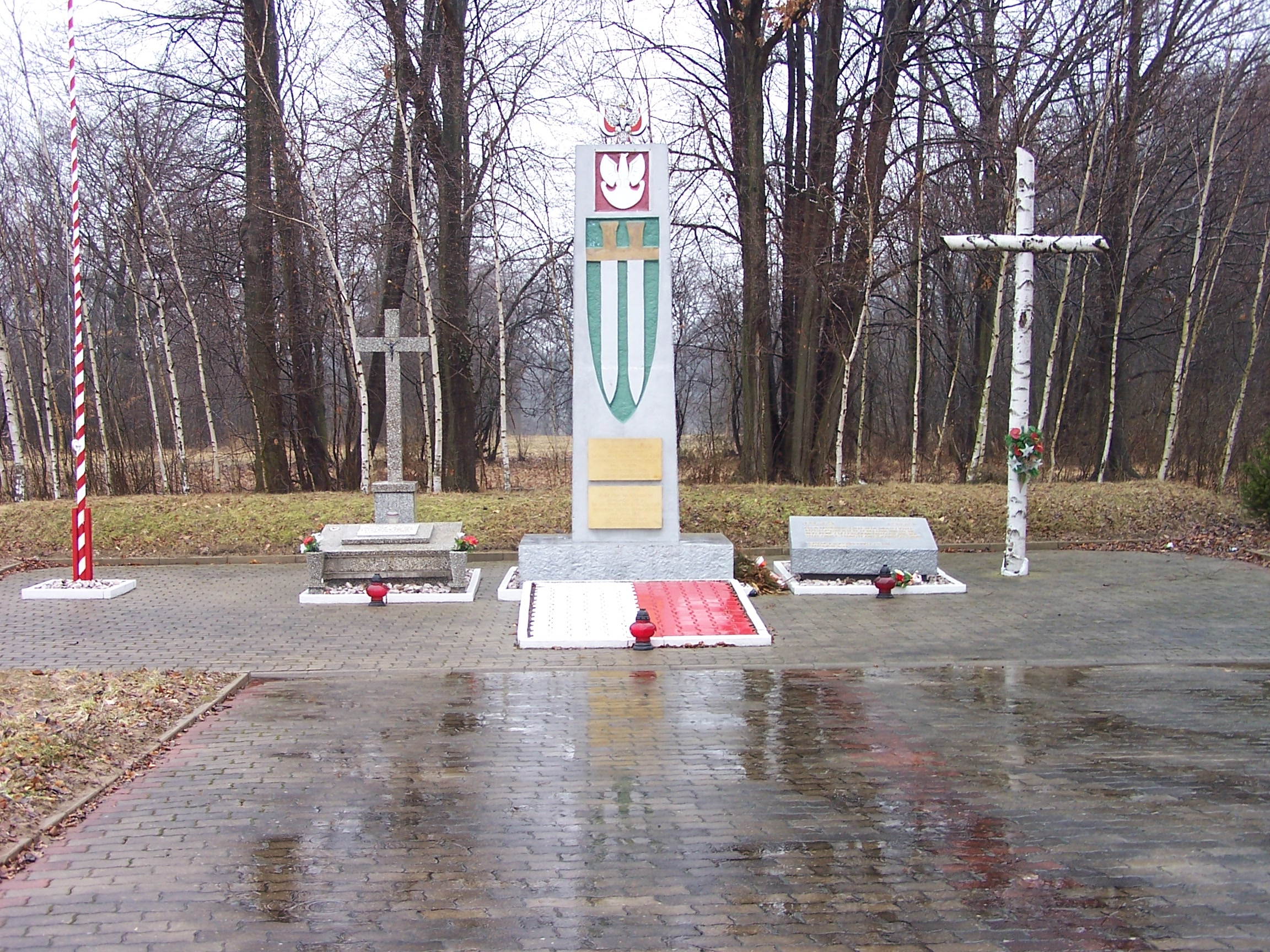
Gedenkstätte

- ehemalige Feldsteinkirche aus dem 15. Jahrhundert, 2016/17 Erhaltungsmaßnahmen mit einem neuen Dach
- ehemaliger Schlosspark, jetzt Wald, das Schloss gibt es nicht mehr
- Gedenkstätte für das Kriegsgefangenen-Durchgangslager Dulag B von 1939

## Söhne und Töchter (Auswahl)
- Heinrich zu Schoenaich-Carolath (1852–1920), deutscher Politiker sowie Freier Standes- und Majoratsherr auf Schloss Amtitz. Er wirkte als Landrat des Kreises Guben, als Mitglied des preußischen Herrenhauses und des Reichstages.